# John Boyne
John Boyne (Dublín, 1971) es un escritor irlandés, autor de novelas y relatos.

## Biografía
Nació en Dublín el 30 de abril de 1971 y ahí continúa viviendo. Se graduó en el Trinity College. Es autor de numerosas novelas, entre las que destaca El niño con el pijama de rayas, un éxito en todos los países en los que se publicó. Ha sido traducida ya a cuarenta idiomas, incluyendo el braille. Resultó ganador de dos Irish Book Awards y finalista del British Book Award, y fue llevado al cine por Miramax/Disney bajo la dirección de Mark Herman. En España ha sido galardonada con el Premio de los Lectores 2007 de la revista Qué Leer y logró permanecer más de un año en todas las listas de libros más vendidos. En Francia, Le Gaccete D'Irgoer publicó una oda a John Boyne por relatar la historia a la perfección.
Además de escritor, ha sido periodista y crítico literario, ha colaborado con The Irish Times y The Guardian y ha impartido clases de escritura creativa en la Universidad de Anglia del Este.

## Obras
En negrita figuran las obras publicadas en español.

### Novelas
- El ladrón del tiempo (The Thief of Time, 2000), publicada por Salamandra
- The Congress of Rough Riders (2001)
- Crippen (2004)
- Next of Kin (2006)
- Motín en la Bounty (Mutiny on the Bounty, 2008), publicada por Salamandra
- La casa del propósito especial (The House of Special Purpose, 2009), publicada por Salamandra
- El pacifista (The Absolutist, 2011), publicada por Salamandra
- El secreto de Gaudlin Hall (This House Is Haunted, 2013), publicada por Salamandra
- Las huellas del silencio (A History of Loneliness, 2014), publicada por Salamandra
- Las furias invisibles del corazón (The Heart's Invisible Furies, 2017), publicada por Salamandra
- Una escalera hacia el cielo (A Ladder To The Sky, 2018), publicada por Salamandra
- A Traveler at the Gates of Wisdom (2020)
- The Echo Chambers (2021)
- Todas las piezas rotas (All the Broken Places, 2022), secuela de El niño con el pijama de rayas, publicada por Salamandra.
- Water (2023)
- Earth (2024)
- Fire (2024)
- Air (2025)[2]

### Novelas para jóvenes
- El niño con el pijama de rayas (The Boy in the Striped Pyjamas, 2006), publicada por Salamandra
- En el corazón del bosque (Noah Barleywater Runs Away, 2010), publicada por Salamandra
- El increíble caso de Barnaby Brocket (The Terrible Thing That Happened To Barnaby Brocket, 2012), publicada por Nube de Tinta
- Quédense en la trinchera y luego corran (Stay Where You Are And Then Leave, 2013), publicada por Nube de Tinta
- El niño en la cima de la montaña (The Boy At The Top Of The Mountain, 2015), publicada por Salamandra
- Mi hermano se llama Jessica (My Brother’s Name is Jessica, 2019), publicada por Salamandra

### Colección de cuentos
- Beneath The Earth (2015)

### Cuentos
- La apuesta (The Dare, 2009), publicado por el Día Mundial del Libro como parte del programa Quick Reads. En español: Salamandra.
- The Second Child (2008), publicado como parte de la serie irlandesa de libros de alfabetización para adultos Open Door.

### Cuento infantil
- The Dog Who Danced on the Moon (2024). Ilustrado por Ashling Lindsay.